# 2010–2011-es magyar gyeplabdabajnokság
A 2010–2011-es magyar gyeplabdabajnokság a nyolcvanegyedik gyeplabdabajnokság volt. A bajnokságban öt csapat indult el, a csapatok két kört játszottak, majd az első négy helyezett 1 győzelemig tartó play-off rendszerű rájátszásban döntött a végső helyezésekről.

## Alapszakasz
| #  | Csapat          | M | Gy | D | V | G+ | G- | P  |
| -- | --------------- | - | -- | - | - | -- | -- | -- |
| 1. | Építők HC       | 8 | 6  | 1 | 1 | 35 | 11 | 19 |
| 2. | Olcote HC       | 8 | 5  | 1 | 2 | 22 | 17 | 16 |
| 3. | Rosco SE        | 8 | 4  | 0 | 4 | 25 | 18 | 12 |
| 4. | Rosco SE II.    | 8 | 2  | 1 | 5 | 17 | 25 | 7  |
| 5. | Szt. László DSE | 8 | 1  | 1 | 6 | 9  | 37 | 4  |

* M: Mérkőzés Gy: Győzelem D: Döntetlen V: Vereség G+: Ütött gól G-: Kapott gól P: Pont

## Rájátszás
Elődöntő: Építők HC–Rosco SE II. 4–2 és Olcote HC–Rosco SE 2–3
3. helyért: Olcote HC–Rosco SE II. 6–1
döntő: Építők HC–Rosco SE 4–5